# 翟義
翟義（?—7年），西漢汝南郡上蔡縣人，字文仲，丞相翟方進的幼子。

## 生平
翟義年少時以父任為郎官，逐漸遷至諸曹。二十歲出任南陽都尉。宛令劉立和紅陽侯王立是姻親，又素來在州郡著名，輕視翟義年少。翟義代理太守事務，巡視屬縣至宛，丞相史在傳舍。劉立準備酒肴謁見丞相史，尚未結束對飲，翟義亦正好前來，外吏報告說都尉剛到，而劉立言談自若。不久翟義到達傳舍，報名後直接入內，劉立於是離開。翟義回到府署，大怒，假託以其他事召喚劉立，劉立到後，責備劉立監守自盜十金、殺害無辜之人的罪名，部掾夏恢等人收繫劉立，傳送到鄧縣的監獄。夏恢懼怕宛是大縣，會派人奪取劉立，建議翟義在之後太守行縣時，押運劉立，即送到鄧縣監獄。翟義說︰「想要都尉親自押送，就不如不收捕！」於是運載劉立環繞宛城示眾才送往鄧獄，宛縣吏民不敢有任何舉動，翟義威震南陽。
劉立家屬派輕騎由武關到長安報告王立，王立告訴漢成帝，成帝問翟方進。翟方進派吏員吩咐翟義釋放劉立。劉立被放後，吏員才反回覆命。翟方進說︰「小兒子不知道怎樣當官吏，他的意思是以為犯人入獄後就要下死罪。」
後來翟義因觸犯法律免官，又自家中被委任為弘農太守，遷河內太守，青州牧。翟義所到之處，聲名出眾，有父親的風烈。徙任東郡太守。

### 起兵反莽
幾年後，漢平帝駕崩，王莽把持朝政，翟義心中厭惡他，於是對姐姐的兒子上蔡人陳豐說︰「王莽攝持天子的位置，號令天下，故意選擇宗室中年幼的人為孺子，假借效法周公輔助周成王的例子，窺探天下的人心，他一定會取代漢家，逐漸可以看到。現在宗室衰弱，外面沒有強力的藩王，天下人都服從他，沒人可以抵抗國難。我有幸得為宰相的兒子，擔任大郡的太守，父子都受漢朝的厚恩，於義應該為國家討伐賊人，令社稷安定。我想起兵向西誅殺那不應該攝位的人，揀選宗室中的子孫，輔佐他即位。假如情勢不如人意，為國家死難而立得大名，尚且可以對先帝不慚愧。我現在希望發兵，你肯跟從我嗎？」陳豐當時十八歲，性格勇壯，便答應了。
翟義於是和東郡都尉劉宇、嚴鄉侯劉信、劉信之弟武平侯劉璜結謀。東郡人王孫慶向來有勇略，因為曉明兵法，被朝廷徵召至京師，翟義假託王孫慶有重罪，傳送文書到長安，移交王孫慶到東郡。
居攝二年（7年）九月，在都試的日子，翟義斬殺觀令，勒令東郡的車騎材官士，招募郡中勇敢之人，部署將帥。東平王劉雲的兒子嚴鄉侯劉信，在劉雲被殺後，劉信兄長開明繼位為王，死後無子，立劉信的兒子劉匡為王，所以翟義起兵攻下東平，立劉信為天子。翟義自稱大司馬柱天大將軍，以東平王傅蘇隆為丞相，中尉皋丹為御史大夫，向各郡國發布檄文，說王莽用鴆毒殺漢平帝，攝奪尊號，現在天子已立，奉天命進行懲罰。各郡國都感到震驚，翟義軍到山陽，有十餘萬人。太后王政君聽到此事，說︰「人的心相差不遠。我雖然是一介婦人，也知道王莽一定因攝皇帝位而陷入危險，不可滿足他的欲望。」
王莽聽到翟義起兵後大懼，於是任命他的黨羽輕車將軍成武侯孫建為奮武將軍，光祿勳成都侯王邑為虎牙將軍，明義侯王駿為強弩將軍，春王城門校尉王況為震威將軍，宗伯忠孝侯劉宏為奮衝將軍，中少府建威侯王昌為中堅將軍，中郎將震羌侯竇兄為奮威將軍，共七人，可以自己選擇關西人為校尉軍吏，率領關東甲卒，起發「奔命」攻擊翟義。再以太僕武讓為積弩將軍屯駐函谷關，將作大匠蒙鄉侯逯並為橫壄將軍屯駐武關，羲和紅休侯劉歆為揚武將軍屯駐宛，太保後丞丞陽侯甄邯為大將軍屯駐霸上，常鄉侯王惲為車騎將軍屯駐平樂館，騎都尉王晏為建威將軍屯駐長安城北，城門校尉趙恢為城門將軍，都領兵備禦。
王莽抱著孺子向群臣說︰「以往周成王年少，周公攝政，而管叔鮮、蔡叔度挾帶祿父叛亂，現在翟義也挾帶劉信作亂。自古大聖人也懼怕這種事，何況像我這樣能力不足的人呢！」於是王莽效法《尚書》作《大誥》，派遣諫大夫桓譚等人出使四方，諭告說王莽要把天子之位交還給孺子的意思。桓譚等人回朝，王莽封桓譚為明告里附城。
王莽眾將士到陳留郡的菑縣，與翟義軍會戰，擊敗翟義，斬劉璜首。於是王莽下詔，說已經收斬劉信的兩個兒子穀鄉侯劉章、德廣侯劉鮪，翟義的母親練、兄長翟宣以及親屬二十四人都被磔殺，曝屍於長安都市的大街中；封有功的車騎都尉孫賢等五十五人為列侯；大赦天下。
十二月，諸將攻圍翟義於圉縣，破城後，翟義和劉信拋棄軍隊逃亡。東郡人王翁起初響應翟義，在翟義失敗後，部眾投降之際，王翁仍然獨力奮戰，王莽下令把他燒死。翟義到固始縣被捕，他被磔死並曝屍陳縣的都市。劉信最終下落不明。
在翟義起兵的之初，三輔自茂陵以西到汧縣二十三縣等地也有人響應，趙明、霍鴻等人相謀說︰「現在王莽派諸將率軍東行，京師兵力虛弱，可以攻打長安。」於是都自稱將軍，攻打焚燒官寺，殺右輔都尉及斄令，劫略吏民，人數多達十餘萬，火勢連及未央宮前殿。王莽日夜抱孺子在宗廟禱告，再拜衛尉王級為虎賁將軍，大鴻臚望鄉侯閻遷為折衝將軍，抵擋趙明等人。以太保甄邯為大將軍，屯長安城外。王舜、甄豐等日夜在殿中巡邏。
居攝三年正月，王邑等擊破翟義後率軍西向。王駿因為無功免職，劉歆回歸原官。又以王邑之弟侍中王奇為揚武將軍，城門將軍趙恢為彊弩將軍，中郎將李棽為厭難將軍，領兵向西。二月，趙明等人都被破滅，各縣都已平定，然後班師。王莽在白虎殿設宴勞饗諸將。之前益州蠻夷及金城郡塞外羌人反叛，也被州郡擊破。王莽於是一併錄功，功勞大的封為侯、伯，較小的為子、男，應當賜爵關內侯的改名為附城，共三百九十五人。爵位的名號，擊西海者以「羌」為號，槐里以「武」為號，翟義以「虜」為號。王莽既已平定翟義，自認為天時人事已經妥當，在當年十二月正式稱帝。
當初劉立聽聞翟義起兵，上奏自願參軍為國討賊，實則公報私仇。王莽命劉立為陳留太守，封明德侯。
翟宣家居在長安，在翟義未起兵時，家裏數次發生怪事，夜裏聽到哭聲，卻不知在何處傳來。翟宣教授學生，堂上已經滿員，有狗從外面進入，咬死庭中數十隻雁，等到翟宣慌忙救助，雁頭都已咬斷，而該狗則不知所踪。翟宣大為厭惡，向後母說︰「東郡太守文仲素來豪爽不羈，現在幾次有怪事發生，恐怕他大膽妄為，招來大禍。太夫人可拋棄我家，回歸本家，以此避害。」後母不聽，幾個月後遭禍。
王莽毀壞翟義所有第宅，在其廢址上掘坑注水，掘出翟方進及翟氏祖宗在汝南的墳墓，燒毀他們的棺柩，滅翟氏三族，牽連到他所有後人，將他們的屍體葬在同一坑裏，連同荊棘、五種毒草一齊埋下。王莽又下令在濮陽、無鹽、圉、槐里、盩厔五地，翟義、趙明等叛軍所至，將所殺害的叛軍屍體築成「武軍」，各方六尺，高六丈，建為土封，以示懲罰，用荊棘圍繞。又建立標示木頭，高一丈六尺，上面寫著「反虜逆賊䲔鯢」。地方官員要在秋季巡視武軍，不能令它們損毀。